# Liên Hiệp, Đức Trọng
Liên Hiệp là một xã thuộc huyện Đức Trọng, tỉnh Lâm Đồng, Việt Nam.

## Địa lý
Xã Liên Hiệp có diện tích 36,30 km², dân số năm 2022 là 16.327 người, mật độ dân số đạt 449 người/km².

## Hành chính
Xã Liên Hiệp được chia thành 7 thôn: An Hiệp, An Bình, An Ninh, An Tĩnh, Gân Reo, Nghĩa Hiệp, Tân Hiệp.